# Río Perfume
El río Perfume (nombre colonial francés; también llamado río Sông Hương, río del Olor por los vietnamitas), es un curso de agua que atraviesa la ciudad de Hue, antigua ciudad imperial de Vietnam. Tiene su nacimiento en las montañas de Son Truong y recorre una distancia total de 30 kilómetros hasta su desembocadura en el estuario de Thuan, en el mar del Sur de China. Su corriente es lenta llegando su caudal de agua a casi estar sobre el nivel del mar. 
Debe su nombre a las plantas aromáticas que se cultivaban a su alrededor. A lo largo de su recorrido cruza por campos, templos y pagodas con jardines repletos de flores y plantas aromáticas. La más conocida es la pagoda de Thien Mu (Pagoda de la Dama Celestial), que se encuentra a orillas de este río, así como los templos de la Literatura y de Hon Chen, la Arena Real o la tumba del emperador Minh Mang.
Se realizan trabajos de pesca, siendo éste uno de los principales motores económicos de la zona. El paseo fluvial constituye uno de los principales atractivos turísticos de Hue, con barcos específicamente preparados para ello, en forma de llamativas figuras de dragones, que a su vez son las viviendas de sus propietarios, o también en barcas más pequeñas que se alquilan a pescadores.